# Daniel Mitsogiannis
Konstantin Daniel Mitsogiannis, född 26 januari 1983 i Eskilstuna, Södermanlands län, är en svensk musikalartist. Han är äldre bror till musikalartisten Bruno Mitsogiannis. Sedan 2020 är han gift med artisten Andreas Lundstedt.

## Karriär

### Musikaler
Daniel Mitsogiannis har spelat diverse musikaler på Östgötateatern, såsom My Fair Lady (2004), Guys And Dolls (2005), Spelman på taket (2006), Röda nejlikan (2007) och Cabaret (2008).
Hösten 2009 medverkade han i rollen som Frank i Teaterbåten i Norrköping, som han även koreograferade. I musikalen såg man även Linda Olsson, Christian Zell och Rickard Carlsohn. 
2010 var Mitsogiannis medregissör till musikalen La Cage Aux Folles på Arbisteatern i Norrköping och gjorde då även sin första komiska roll i Jacob. Sommaren 2010 spelade han Teaterbåten i gamla Motala Verkstads nybyggda teaterlokal.
2011 spelade han "Hur man lyckas i affärer utan att egentligen anstränga sig" i rollen som JP Finch. Mitsogiannis koreograferade även föreställningen.

### Melodifestivalen
Mitsogiannis medverkade i Melodifestivalen 2008 med bidraget Pame skriven av Fredrik Kempe. Bidraget tävlade i den fjärde och sista deltävlingen och kom där på sjunde plats och avancerade därmed inte till finalen. 

### Övrigt
Daniel Mitsogiannis gjorde stageingen till Carola Häggkvists Nya Jul i Bethlehem' 2009. 
Han var även en del av gruppen Diamonds i sex år som han startade tillsammans med sin yngre bror Bruno Mitsogiannis.
Mitsogiannis arbetar med olika uppdrag gentemot myndigheter och för utsatta personer i samhället.
Han arbetar även med att producera och koreografera Burlesque-shower med produktionsteamet O Group.

## Teater

### Roller (ej komplett)
| År   | Roll | Produktion                                      | Regi             | Teater         |
| ---- | ---- | ----------------------------------------------- | ---------------- | -------------- |
| 2008 |      | Cabaret Joe Masteroff, John Kander och Fred Ebb | Tereza Andersson | Östgötateatern |